# Мисс Лемон
Мисс Фели́сити Ле́мон (англ. Miss Felicity Lemon) — литературный персонаж произведений Агаты Кристи, секретарь Эркюля Пуаро — детектива-бельгийца, придуманного Агатой Кристи. Помогает Пуаро расследовать дела.

## Характер
Автор так описывает эту женщину: «Каждому, кто впервые видел мисс Лемон, могло показаться, что она состоит исключительно из острых углов, что, впрочем, вполне устраивало Пуаро, во всём предпочитавшего геометрическую точность… Месье Пуаро просто забывал, что она женщина. Для него это была безупречно точно работавшая машина. И действительно, мисс Лемон отличалась поистине устрашающей работоспособностью. Ей было сорок восемь, и природа милостиво обошлась с ней, начисто лишив всякого воображения».
Но всё-таки и она имеет маленькие женские слабости. За время работы у Пуаро она ошиблась только два раза. Правда, в оправдание мисс Лемон можно сказать, что в то время она была чрезвычайно взволнована событиями, происходившими с её сестрой.
Она является экспертом практически во всём и любит систематизировать: «Не в её привычках было размышлять, если, разумеется, её не просили об этом. В те редкие свободные минуты, что у неё выдавались, она предпочитала обдумывать, как ещё можно улучшить и без того доведённую ею до совершенства систему делопроизводства. Это было единственное отдохновение, которое она себе позволяла».
Также мисс Лемон работала на проправительственно настроенного филантропа Паркера Пайна.

## Экранизации
В сериале «Пуаро Агаты Кристи» её роль исполняет Полин Моран. Персонаж Полин появляется с первой серии (см. Список эпизодов телесериала «Пуаро Агаты Кристи»), и наделён бо́льшим количеством тёплых человеческих черт, чем литературный прототип; в частности, на протяжении всего сериала мисс Лемон выказывает любовь к кошкам и искреннее заботливое отношение к самому Пуаро.